# 6023 Tsuyashima
6023 Tsuyashima è un asteroide della fascia principale. Scoperto nel 1992, presenta un'orbita caratterizzata da un semiasse maggiore pari a 2,3571221 UA e da un'eccentricità di 0,1475585, inclinata di 7,09048° rispetto all'eclittica.
L'asteroide è dedicato all'astronomo giapponese Takaaki Tsuyashima.